# 施蘭斯

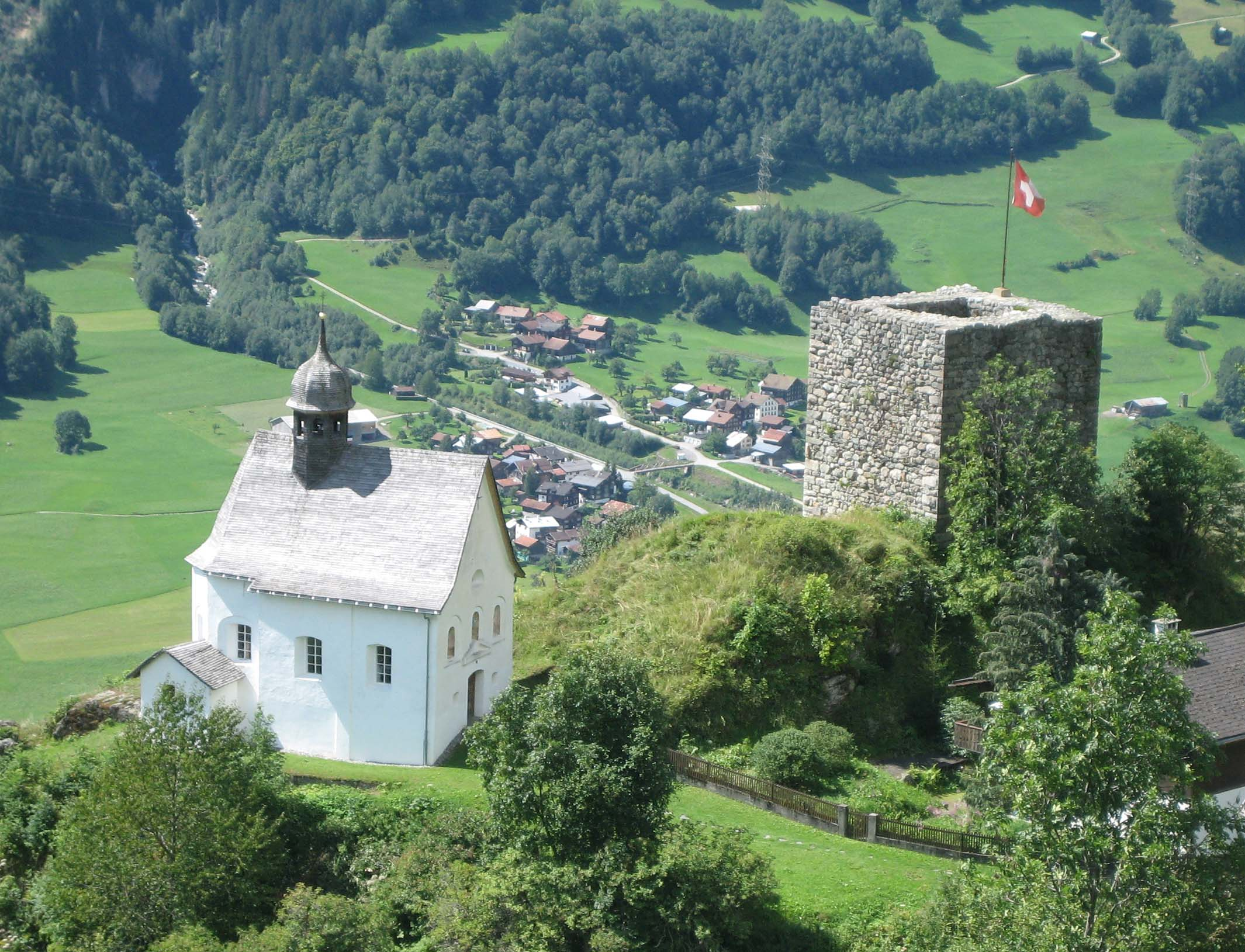

施蘭斯是瑞士的城鎮，位於該國東部，由格勞賓登州負責管轄，面積8.83平方公里，海拔高度1,146米，2010年人口80，八成居民使用羅曼什語，人口密度每平方公里9人。

## 外部連結
- Official website （页面存档备份，存于） （德文）